# کالینووو (شهرستان اوک)
کالینووو (به لهستانی:  Kalinowo) یک روستا در لهستان است که در گمینا کالینووو واقع شده‌است. کالینووو  ۷۵۰ نفر جمعیت دارد.